# UGT1A5
UDP-glukuronoziltransferaza 1-5 je enzim koji je kod ljudi kodiran genom UGT1A5.

## Literatura
- Yea SS, Lee SS, Kim WY,  . (2008). „Genetic variations and haplotypes of UDP-glucuronosyltransferase 1A locus in a Korean population.”. Ther Drug Monit. 30 (1): 23—34. PMID 18223459. S2CID 34396409. doi:10.1097/FTD.0b013e3181633824.
- Sanna S, Busonero F, Maschio A,  . (2009). „Common variants in the SLCO1B3 locus are associated with bilirubin levels and unconjugated hyperbilirubinemia”. Hum. Mol. Genet. 18 (14): 2711—8. PMC 2701337 . PMID 19419973. doi:10.1093/hmg/ddp203.
- Zhang T, Haws P, Wu Q (2004). „Multiple Variable First Exons: A Mechanism for Cell- and Tissue-Specific Gene Regulation”. Genome Res. 14 (1): 79—89. PMC 314283 . PMID 14672974. doi:10.1101/gr.1225204.
- King CD, Rios GR, Green MD, Tephly TR (2000). „UDP-glucuronosyltransferases”. Curr. Drug Metab. 1 (2): 143—61. PMID 11465080. doi:10.2174/1389200003339171.
- van Es HH, Bout A, Liu J,  . (1993). „Assignment of the human UDP glucuronosyltransferase gene (UGT1A1) to chromosome region 2q37”. Cytogenet. Cell Genet. 63 (2): 114—6. PMID 8467709. doi:10.1159/000133513.
- Gong QH, Cho JW, Huang T,  . (2001). „Thirteen UDPglucuronosyltransferase genes are encoded at the human UGT1 gene complex locus”. Pharmacogenetics. 11 (4): 357—68. PMID 11434514. doi:10.1097/00008571-200106000-00011.
- Tukey RH, Strassburg CP (2000). „Human UDP-glucuronosyltransferases: metabolism, expression, and disease”. Annu. Rev. Pharmacol. Toxicol. 40: 581—616. PMID 10836148. doi:10.1146/annurev.pharmtox.40.1.581.
- Ross CJ, Katzov-Eckert H, Dubé MP,  . (2009). „Genetic variants in TPMT and COMT are associated with hearing loss in children receiving cisplatin chemotherapy”. Nat. Genet. 41 (12): 1345—9. PMID 19898482. S2CID 21293339. doi:10.1038/ng.478.
- Johnson AD, Kavousi M, Smith AV, Chen MH, Dehghan A, Aspelund T, Lin JP, van Duijn CM, Harris TB, Cupples LA, Uitterlinden AG, Launer L, Hofman A, Rivadeneira F, Stricker B, Yang Q, O'Donnell CJ, Gudnason V, Witteman JC (јул 2009). „Genome-wide association meta-analysis for total serum bilirubin levels”. Hum. Mol. Genet. 18 (14): 2700—10. PMC 2701336 . PMID 19414484. doi:10.1093/hmg/ddp202.